# Межвін-Малий
Межвін-Малий (пол. Mierzwin Mały) — село в Польщі, у гміні Вишки Більського повіту Підляського воєводства.
Населення — 59 осіб (2011).
У 1975-1998 роках село належало до Білостоцького воєводства.

## Демографія
Демографічна структура станом на 31 березня 2011 року:
|          | Загалом | Допрацездатний вік | Працездатний вік | Постпрацездатний вік |
| -------- | ------- | ------------------ | ---------------- | -------------------- |
| Чоловіки | 26      | 4                  | 17               | 5                    |
| Жінки    | 33      | 5                  | 13               | 15                   |
| Разом    | 59      | 9                  | 30               | 20                   |